# Världsmästerskapen i fäktning 2022
Världsmästerskapen i fäktning 2022 arrangerades mellan den 15 och 23 juli 2022 i Kairo i Egypten. Det var den 68:e upplagan av världsmästerskapen i fäktning.
Fäktare från Ryssland och Belarus tilläts inte deltaga i mästerskapet efter Rysslands invasion av Ukraina.

## Program
Alla tider är lokala (UTC+2).
| Datum   | Tid   | Omgång                               |
| ------- | ----- | ------------------------------------ |
| 15 juli | 09:00 | Damernas värja, kval                 |
| 15 juli | 13:00 | Herrarnas sabel, kval                |
| 16 juli | 09:00 | Damernas florett, kval               |
| 16 juli | 13:00 | Herrarnas värja, kval                |
| 17 juli | 09:00 | Damernas sabel, kval                 |
| 17 juli | 12:00 | Herrarnas florett, kval              |
| 18 juli | 08:30 | Damernas värja                       |
| 18 juli | 10:00 | Herrarnas sabel                      |
| 19 juli | 08:30 | Damernas florett                     |
| 19 juli | 10:00 | Herrarnas värja                      |
| 20 juli | 08:30 | Damernas lagtävling i värja, kval    |
| 20 juli | 08:30 | Herrarnas lagtävling i sabel, kval   |
| 20 juli | 10:00 | Damernas sabel                       |
| 20 juli | 11:00 | Herrarnas florett                    |
| 21 juli | 08:30 | Herrarnas lagtävling i värja, kval   |
| 21 juli | 08:30 | Damernas lagtävling i florett, kval  |
| 21 juli | 10:00 | Damernas lagtävling i värja          |
| 21 juli | 11:20 | Herrarnas lagtävling i sabel         |
| 22 juli | 08:30 | Herrarnas lagtävling i florett, kval |
| 22 juli | 08:30 | Damernas lagtävling i sabel, kval    |
| 22 juli | 10:00 | Damernas lagtävling i florett        |
| 22 juli | 11:20 | Herrarnas lagtävling i värja         |
| 23 juli | 10:30 | Damernas lagtävling i sabel          |
| 23 juli | 11:00 | Herrarnas lagtävling i florett       |

## Medaljörer

### Damer
| Gren                 | Guld                                                                   | Silver                                                                   | Brons                                                                                     |
| Florett              | Ysaora Thibus Frankrike                                                | Arianna Errigo Italien                                                   | Lee Kiefer USA                                                                            |
| Florett              | Ysaora Thibus Frankrike                                                | Arianna Errigo Italien                                                   | Maria Boldor Rumänien                                                                     |
| Florett (lagtävling) | Italien Arianna Errigo Martina Favaretto Francesca Palumbo Alice Volpi | USA Jacqueline Dubrovich Lee Kiefer Zander Rhodes Maia Weintraub         | Frankrike Anita Blaze Solène Butruille Pauline Ranvier Ysaora Thibus                      |
| Sabel                | Misaki Emura Japan                                                     | Anna Bashta Azerbajdzjan                                                 | Araceli Navarro Spanien                                                                   |
| Sabel                | Misaki Emura Japan                                                     | Anna Bashta Azerbajdzjan                                                 | Despina Georgiadou Grekland                                                               |
| Sabel (lagtävling)   | Ungern Sugár Katinka Battai Renáta Katona Liza Pusztai Luca Szűcs      | Frankrike Sara Balzer Sarah Noutcha Anne Poupinet Caroline Queroli       | Mall:JAP Misaki Emura Shihomi Fukushima Kanae Kobayashi Seri Ozaki                        |
| Värja                | Song Se-ra Sydkorea                                                    | Alexandra Ndolo Tyskland                                                 | Rossella Fiamingo Italien                                                                 |
| Värja                | Song Se-ra Sydkorea                                                    | Alexandra Ndolo Tyskland                                                 | Vivian Kong Hongkong                                                                      |
| Värja (lagtävling)   | Sydkorea Choi In-jeong Kang Young-mi Lee Hye-in Song Se-ra             | Italien Rossella Fiamingo Federica Isola Mara Navarria Alberta Santuccio | Polen Renata Knapik-Miazga Magdalena Pawłowska Kamila Pytka Martyna Swatowska-Wenglarczyk |

### Herrar
| Gren                 | Guld                                                                    | Silver                                                                      | Brons                                                                   |
| Florett              | Enzo Lefort Frankrike                                                   | Tommaso Marini Italien                                                      | Cheung Ka Long Hongkong                                                 |
| Florett              | Enzo Lefort Frankrike                                                   | Tommaso Marini Italien                                                      | Nick Itkin USA                                                          |
| Florett (lagtävling) | Italien Guillaume Bianchi Alessio Foconi Daniele Garozzo Tommaso Marini | USA Chase Emmer Nick Itkin Alexander Massialas Gerek Meinhardt              | Frankrike Maximilien Chastanet Enzo Lefort Pierre Loisel Alexandre Sido |
| Sabel                | Áron Szilágyi Ungern                                                    | Maxime Pianfetti Frankrike                                                  | Iulian Teodosiu Rumänien                                                |
| Sabel                | Áron Szilágyi Ungern                                                    | Maxime Pianfetti Frankrike                                                  | Sandro Bazadze Georgien                                                 |
| Sabel (lagtävling)   | Sydkorea Gu Bon-gil Kim Jun-ho Kim Jung-hwan Oh Sang-uk                 | Ungern Tamás Decsi Csanád Gémesi András Szatmári Áron Szilágyi              | Italien Luca Curatoli Michele Gallo Luigi Samele Pietro Torre           |
| Värja                | Romain Cannone Frankrike                                                | Kazuyasu Minobe Japan                                                       | Neisser Loyola Belgien                                                  |
| Värja                | Romain Cannone Frankrike                                                | Kazuyasu Minobe Japan                                                       | Ihor Reizlin Ukraina                                                    |
| Värja (lagtävling)   | Frankrike Alexandre Bardenet Yannick Borel Romain Cannone Alex Fava     | Italien Gabriele Cimini Davide Di Veroli Andrea Santarelli Federico Vismara | Japan Koki Kano Ryu Matsumoto Kazuyasu Minobe Masaru Yamada             |

## Medaljtabell
*   Värdland ( Egypten)
| Nr                   | Nation               | Guld | Silver | Brons | Totalt |
| -------------------- | -------------------- | ---- | ------ | ----- | ------ |
| 1                    | Frankrike            | 4    | 2      | 2     | 8      |
| 2                    | Sydkorea             | 3    | 0      | 0     | 3      |
| 3                    | Italien              | 2    | 4      | 2     | 8      |
| 4                    | Ungern               | 2    | 1      | 0     | 3      |
| 5                    | Japan                | 1    | 1      | 2     | 4      |
| 6                    | USA                  | 0    | 2      | 2     | 4      |
| 7                    | Azerbajdzjan         | 0    | 1      | 0     | 1      |
| 7                    | Tyskland             | 0    | 1      | 0     | 1      |
| 9                    | Hongkong             | 0    | 0      | 2     | 2      |
| 9                    | Rumänien             | 0    | 0      | 2     | 2      |
| 11                   | Belgien              | 0    | 0      | 1     | 1      |
| 11                   | Georgien             | 0    | 0      | 1     | 1      |
| 11                   | Grekland             | 0    | 0      | 1     | 1      |
| 11                   | Polen                | 0    | 0      | 1     | 1      |
| 11                   | Spanien              | 0    | 0      | 1     | 1      |
| 11                   | Ukraina              | 0    | 0      | 1     | 1      |
| Totalt (16 nationer) | Totalt (16 nationer) | 12   | 12     | 18    | 42     |